# Krzywa stożkowa

Cztery rodzaje krzywych stożkowych: okrąg, elipsa, parabola, hiperbola

Główne rodzaje stożkowych

Krzywa stożkowa – zbiór punktów przecięcia płaszczyzny i powierzchni stożkowej, której kierującą jest okrąg. Krzywe stożkowe są krzywymi drugiego stopnia, tzn. można je w kartezjańskim układzie współrzędnych opisać równaniem algebraicznym drugiego stopnia względem obu zmiennych {\displaystyle x} i {\displaystyle y.}
Stożkowe są niezmiennikami przekształcenia rzutowego i stąd grają pewną rolę w geometrii rzutowej. Typ stożkowej może się przy tym zmieniać, stożkowe można w tym sensie uznać za rzuty okręgu na płaszczyznę.

## Rys historyczny
Za twórcę teorii krzywych stożkowych uważa się Menaichmosa, zaś znane pojęcia elipsa, parabola i hiperbola wprowadził Apoloniusz z Pergi. Krzywe stożkowe, których zastosowania nie widziano, stały się niezwykle ważne dopiero w XVII wieku w związku z odkryciami Jana Keplera, który udowodnił, iż planety krążą po torach eliptycznych, a Słońce znajduje się w jednym z ognisk (I prawo Keplera). Nowe ujęcie teorii krzywych stożkowych stworzył Jean-Victor Poncelet w XIX wieku.

## Rodzaje krzywych stożkowych

Okrąg elipsa parabola i hiperbola Dla uzyskuje się prostą, odpowiadającą kierownicy każdej z tych krzywych stożkowych.

Wyróżnia się następujące krzywe stożkowe, zależnie od kąta jaki tworzy płaszczyzna przecinająca z osią stożka i kąta tworzącej stożka:
- W przypadku, gdy kąt pomiędzy płaszczyzną przecinającą a osią stożka jest większy od kąta między tworzącą a osią stożka, wówczas krzywą stożkową jest elipsa.
  - Szczególnym przypadkiem elipsy jest okrąg, który powstaje, gdy wspomniany kąt jest prosty, czyli płaszczyzna tnąca jest prostopadła do osi stożka.
- Jeżeli kąt pomiędzy płaszczyzną tnącą a osią stożka jest równy kątowi pomiędzy osią stożka a jego tworzącą, czyli tworząca jest równoległa do płaszczyzny tnącej, to krzywą stożkową jest parabola.
  - W szczególnym przypadku, gdy płaszczyzna tnąca pokrywa się z tworzącą, otrzymuje się prostą[2] (parabola zdegenerowana).
- Jeżeli kąt pomiędzy płaszczyzną tnącą a osią stożka jest mniejszy od kąta pomiędzy osią stożka a jego tworzącą, to otrzymana stożkowa jest hiperbolą.
  - Hiperbola powstaje również, gdy płaszczyzna tnąca jest równoległa do osi stożka, ale nie obejmuje tej osi. W szczególnym przypadku, gdy oś stożka jest zawarta w płaszczyźnie tnącej, otrzymuje się parę przecinających się prostych[2], będącą zdegenerowanym przypadkiem hiperboli.

## Równanie

Elipsa - pokazano parametrem („semilatus rectum) zielonym kolorem

Wszystkie krzywe stożkowe można opisać równaniem we współrzędnych biegunowych:
{\displaystyle r={\frac {p}{1+e\cos \varphi }},}
gdzie:
{\displaystyle r,\varphi } – współrzędne punktu;
{\displaystyle e} – mimośród krzywej, decydujący o jej kształcie:
- {\displaystyle e=0} – okrąg, szczególny przypadek elipsy;
- {\displaystyle 0\leqslant e<1} – elipsa;
- {\displaystyle e=1} – parabola;
- {\displaystyle e>1} – hiperbola.

{\displaystyle p} – parametr, decydujący o kącie pomiędzy tworzącą a osią stożka; parametr {\displaystyle p} jest równy połowie długości cięciwy przechodzącej przez ognisko krzywej i równoległej do jej kierownicy. Nosi on łacińską nazwę semilatus rectum.